# Pfarrkirche Weigelsdorf

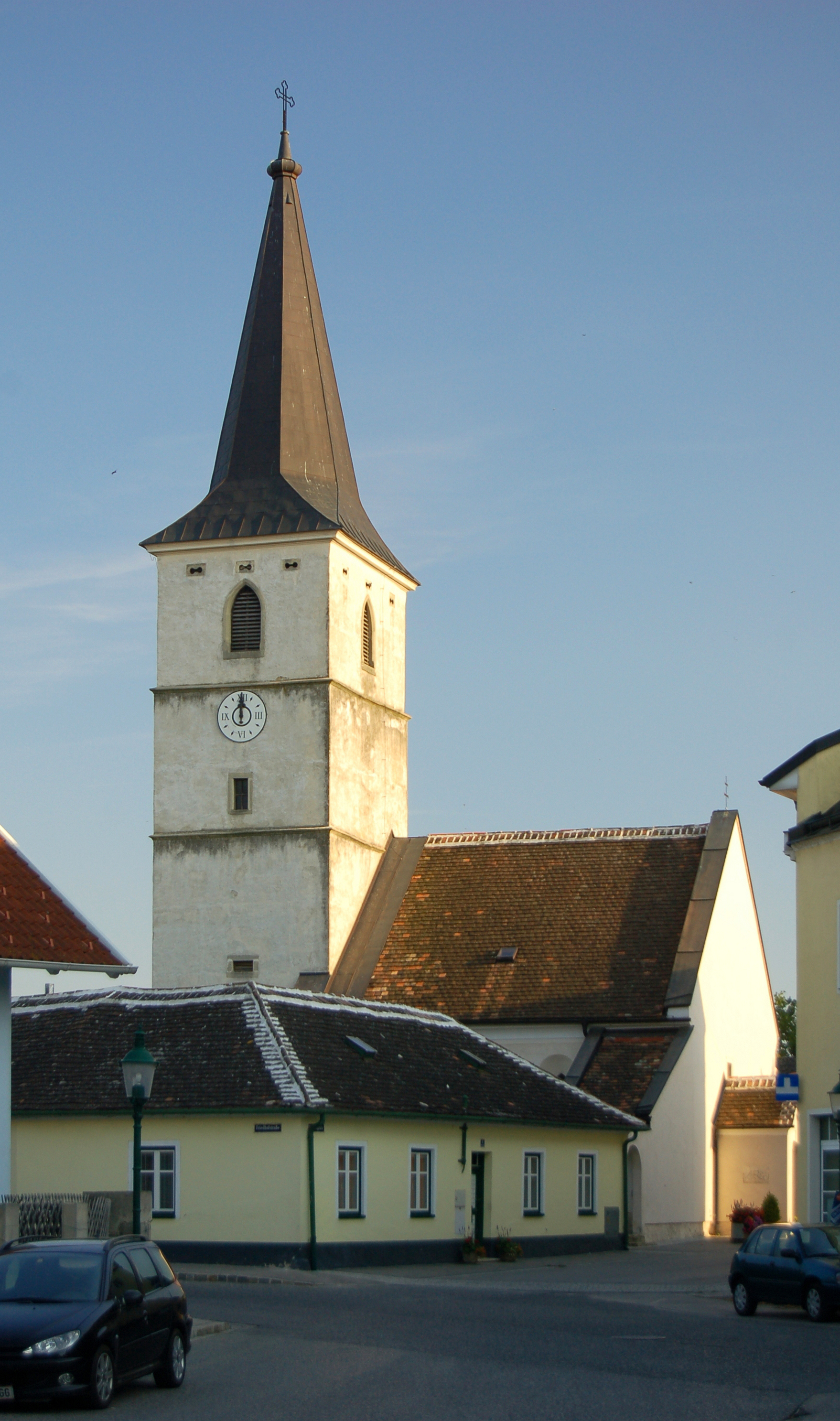
Katholische Pfarrkirche Hll. Peter und Paul in Weigelsdorf

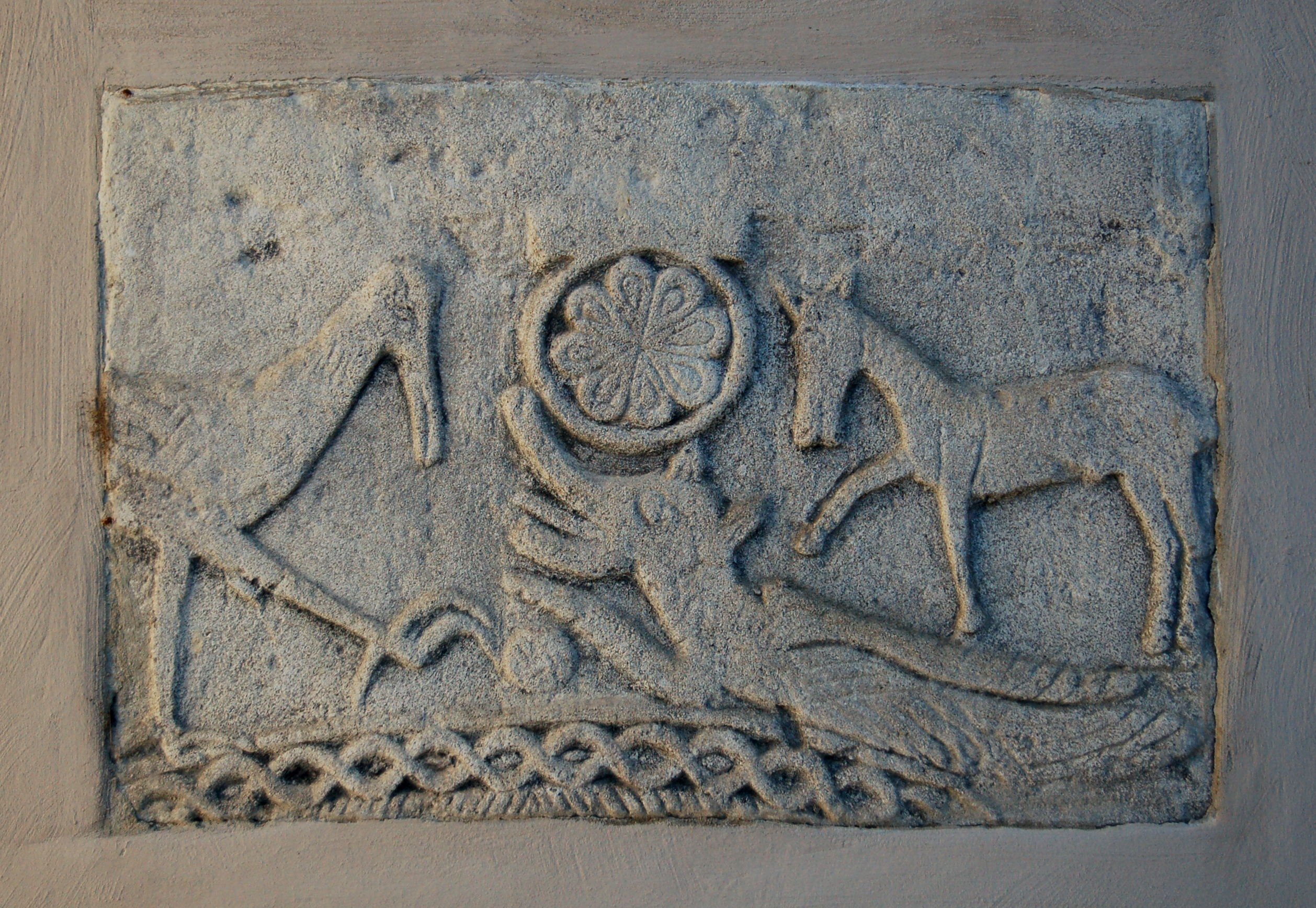
Relief mit Vogel, Drache, Pferd

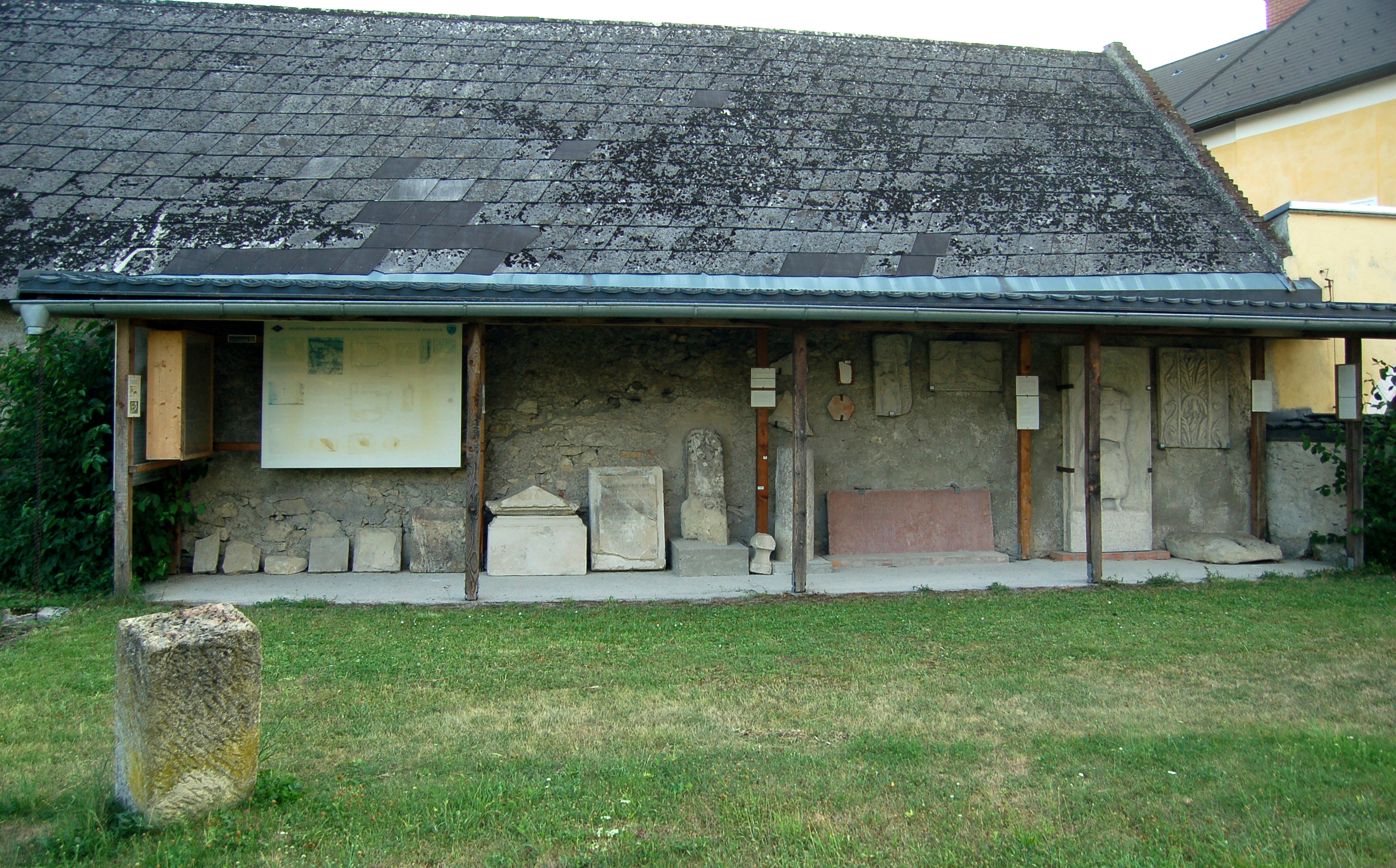
Spolien und Grabsteine im Kirchhof

Die Pfarrkirche Weigelsdorf steht in Weigelsdorf in der Stadtgemeinde Ebreichsdorf im Bezirk Baden in Niederösterreich. Die dem Patrozinium Hll. Peter und Paul unterstellte römisch-katholische Pfarrkirche gehört zum Dekanat Weigelsdorf im Vikariat Unter dem Wienerwald der Erzdiözese Wien. Die ehemalige Wehrkirche und der ummauerte Kirchhof stehen unter Denkmalschutz (Listeneintrag).

## Geschichte
Urkundlich bestand vor 1282 eine Kirche. 1340 urkundlich eine Pfarre welche 1783 neu errichtet wurde.
Die romanische/frühgotische Chorturmkirche erweiterte sich aus einem kleinen Kapellenbau aus dem 12. Jahrhundert. Die Kirche wurde im 17. Jahrhundert barockisiert. 1958 war eine Innenrestaurierung. 1983 erfolgten Grabungen im Langhaus und 1994 in der Sakristei.

## Architektur
Am romanischen Langhaus steht eine südliche Sakristei und daran anschließend die spätromanische Kapelle unter einem Satteldach. Die glatte Westfront hat eine kleine Vorhalle vor einem barocken Portal. Die Nordwand des Langhauses zeigt Spitz- und Rundbogenfenster in Trichterlaibungen. Der gewaltige breite Chorturm wurde wohl sekundär auf den querrechteckigen Chor aufgesetzt, der viergeschoßige Turm ist durch drei gotische Kordongesims gegliedert und zeigt im Erdgeschoß romanisches Quadermauerwerk. Der Chor hat zwei abgetreppte übereck gestellte Strebepfeiler und je ein spitzbogiges Fenster im Norden und Süden, das Ostfenster ist vermauert. Der Turm hat kleine Steingewändefenster, spitzbogige Schallfenster und rundpaarige Schießscharten um 1600, er trägt ein klassizistisches Pyramidendach. Der Turm hat an der Ostseite eine Freitreppe zum Dachbodenhocheinstieg, neben der Treppe befindet sich die romanische Rundapsis der Kapelle unter einem Kegeldach und mit einem Doppeltrichterrundbogenfenster. Ein nördlicher Zubau unter einem Pultdach beinhaltet einen Emporenaufgang. Die Traufe zeigt drei ungleiche romanische/frühgotische Traufsteine.

## Ausstattung
An der Chorwand gibt es eine Kopie eines romanischen Tischaltares aus dem 20. Jahrhundert. Die Orgel aus 1867 stammt von Joseph Seyberth.
Eine Glocke nennt Peter Hilzer 1882. Zwei Glocken goss die Glockengießerei Pfundner 1948.

## Spolien
- In der Chorostwand Reste von zwei römischen Grabplatten mit Inschriftrest und Reliefunterteil mit schreitenden Füßen.
- In der Südkapelle und Sakristei: Zwei Relieffragmente aus Kalkstein altes frühmittelalterliches Bildwerk Niederösterreichs aus dem 9. bis 11. Jahrhundert, wohl vom Torbogen oder der Chorschranke vom Vorgängerbau.
- Relief von Weigelsdorf
  - In der Kapelle ein Fragment über einem Flechtbandbogen und einer gedrehten Schnur Sonne und Mond stilisierend, von unten bedroht durch ein drachenähnliches Tier, links flankiert von einem großen Vogel, rechts flankiert von einem ausschreitenden Pferd.
  - In der Sakristei ein Fragment Mönch in Missionarskleidung mit einem Stock in der rechten Hand, über dem Hut eine Standarte mit Lamm, weiters Flechband und gedrehte Schnur und ein Schwanzende eines Vogels.
- Römische Grabplatte mit fragmentiertem Relief einer weiblichen Gestalt in einem langen Gewand und Inschrift für die einheimische Keltin Vodercila, Tochter der Tata.
- Römischer Grabstein mit der Darstellung des Apoll mit einer Lyra.
- Außen an der südlichen Kirchhofmauer Kopien der römischen Reliefsteine, eine römische Grabplatte und ein Schmuckstein.
- Außen ein Säulenfragment der 1685 von den Türken zerstörten Mariensäule aus 1676. Grabplatte 1684. Grenzstein 1699.